# Rudi Valenta
Rudi Valenta (* 24. März 1921 in Wien; † 15. Juli 2001) war ein österreichischer Radrennfahrer und nationaler Meister im Radsport.

## Sportliche Laufbahn
Valenta gewann 1946 das damals den Amateuren vorbehaltene Straßenrennen Wien–Graz–Wien. 1948 gewann er die Rennen Rund um Wien sowie Rund um die Voralpen und startete er bei den Olympischen Sommerspielen in London im Straßenrennen und belegte Rang 14. In der Mannschaftswertung kam sein Team nicht in die Wertung. Kurz danach wurde er Profi und feierte zahlreiche internationale Erfolge, unter anderem wurde er 1950 Zweiter beim Bol d’Or im Vélodrome d’Hiver, einem 24-Stunden-Rennen hinter Schrittmachern. 1950 wurde er Österreichischer Staatsmeister im Straßenrennen und gewann das Rennen Wien–Graz–Wien über 427 Kilometer, wie auch 1951. 1952 beendete er seine Radsport-Laufbahn. Valentas Buch Kampf um den Goldpokal (Wien 1956) berichtet über seine sportliche Karriere.
Auf Grund seines zweiten Platzes beim Bol d’Or 1950 wurde er bei der Wahl der österreichischen Sportler 1950 am 25. Januar 1951 mit Rang 2 (150 Punkte) hinter Fußball-Tormann Walter Zeman (203) ausgezeichnet. Er wurde auf dem Wiener Zentralfriedhof bestattet.

## Veröffentlichungen
- Kampf um den Goldpokal. Verlag Kremayr und Scheriau, Wien 1956.